# Star Wars: Empire at War: Forces of Corruption
Star Wars: Empire at War Forces of Corruption là bản mở rộng đầu tiên của Star Wars Empire at War. Bản demo của game cho phép bạn làm quen với game, trong đó, người chơi sẽ phải xâm nhập Mandalore, tạo khu chợ đen ở Nal Hutta vá chiếm cứ Kamino.

## Bổ sung
Trong game, ngoài 2 phe với những vũ khí mới, sẽ có phe thứ 3 giữa thiện và ác, do Tyber Zann - tên trùm tội phạm khét tiếng - lãnh đạo. Trong phe này, ngoài tấn công trực diện, người chơi còn có thể sử dụng Defiler để đe doạ, bắt cóc, tống tiền, cướp bóc, mua chuộc, làm chợ đen. Mỗi cách đều có những yêu cầu riêng. Trong đó, làm chợ đen là thích nhất bởi vì bạn có thể mua những công nghệ, vũ khí cấm trên bước đường tội phạm. Trong khi đó, 2 phe còn lại sẽ được góp mặt với những nhân vật quen thuộc từ tập V đến tập VI của Star Wars như Luke Skywalker, Darth Vader, Yoda,... Các trận chiến trên không luôn đầy màu sắc laser và đầy rẫy những thứ bị phá hủy, bù lại cho sự buồn tẻ trên mặt đất. Tuy nhiên một số lỗi phát sinh từ phiên bản gốc hầu như chưa được khắc phục. Âm nhạc của game thật hoàn hảo, từng đoạn nhạc trong phim đều được đưa hoàn toàn qua game. Có thể nói âm thanh là điểm hay nhất của Forces of Corruption, không có khuyết điểm nào.

## A long time ago in a galaxy far far away...
Từ thuở xa xưa, trên một thiên hà xa xôi... Một nhóm nổi dậy đã tiêu diệt Death Star. Một người đang từng bước trỗi dậy để trở thành trùm tội phạm trên vũ trụ. Một người từ không có gì cho đến khi trở thành thủ lĩnh của nhiều tên tội phạm khét tiếng, chuyên thực hiện các vụ phá hoại.
Điều đó đã trở thành hiện thực sau khi Death Star II nổ tung, người đó đã sử dụng tàu Eclipse tiêu diệt những phe li khai.

## Sửa lỗi
Hiện nay đã có bản sửa lỗi đầu tiên với dung lượng 20MB